# تکچایا
تکچایا (به لاتین: Təkəçaya) یک منطقهٔ مسکونی در جمهوری آرتساخ است که در استان شاهومیان واقع شده‌است.